# Stephen Booth (écrivain)
Pour les articles homonymes, voir Stephen Booth et Booth.
Stephen Booth, né en 1952 à Burnley, dans le Lancashire en Angleterre, est un écrivain britannique, auteur de roman policier.

## Biographie
Il naît à Burnley et grandit à Blackpool où il effectue sa scolarité. Il suit ensuite les cours de la UCE Birmingham et devient professeur à Manchester, expérience qu’il écourte très vite pour devenir journaliste, spécialisé dans le rugby. Il travaille notamment pour le Huddersfield Daily Examiner (en), le Wilmslow Advertiser et le Worksop Guardian. Il signe également comme pigiste des articles et des reportages pour des magazines nationaux et des radios locales.
Il commence une carrière de romancier en 2000 avec le roman Black Dog, premier titre d’une série de romans policiers consacrée aux aventures des jeunes enquêteurs britanniques Ben Cooper et Diane Fry de la police du Derbyshire. À la suite du succès rencontré par ses romans, il devient écrivain à temps plein à partir de 2011.

## Œuvre

### SérieBen Cooper et Diane Fry
- Black Dog (2000) Publié en français sous le titre Black Dog, traduction d’Elie-Robert Nicoud, Paris, Éditions du Masque, 2001, réédition, Paris, Le Livre de poche no 17299, 2003.
- Dancing with the Virgins (2001) Publié en français sous le titre Peak Park, traduction d’Alexis Champon, Paris, Éditions du Masque, 2002, réédition, Paris, Le Livre de poche no 37012, 2004.
- Blood on the Tongue (2002) Publié en français sous le titre L’Aigle sanglant, traduction d’Alexis Champon, Paris, Éditions du Masque, 2003, réédition, Paris, Le Livre de poche no 37075, 2005.
- Blind to the Bones (2003)
- One Last Breath (2004)
- The Dead Place (2005)
- Scared to Live (2006)
- Dying to Sin (2007)
- The Kill Call (2009)
- Lost River (2010)
- The Devil's Edge (2011)
- Dead and Buried (2012)
- Already Dead (2013)
- The Corpse Bridge (2014)
- The Murder Road (2015)

### Autre roman
- Top Hard (2012)

## Prix et distinctions notables
- Prix Barry 2001 du meilleur roman policier britannique pour Black Dog[1].
- Nomination au Gold Dagger Award 2001 du meilleur roman pour Dancing with the Virgins.
- Prix Barry 2002 du meilleur roman policier britannique pour Dancing with the Virgins[1].
- Nomination au Theakston's Old Peculier (en) 2006 pour One Last Breath.
- Dagger in the Library 2003.
- Nomination au Theakston's Old Peculier (en) 2007 pour The Dead Place.